# What the Hell Just Happened?
What the Hell Just Happened? is een lied van de Britse groep Remember Monday. Met het nummer vertegenwoordigde de groep het Verenigd Koninkrijk op het Eurovisiesongfestival 2025 in Bazel, en bereikte in de finale de 19e plaats.

## Achtergrond
Hoewel de groep en het lied pas op 7 maart 2025 officieel werden gepresenteerd door de Britse omroep BBC, was al weken eerder bekend geworden dat Remember Monday het Verenigd Koninkrijk zou vertegenwoordigen. De titel van het lied werd toen nog niet genoemd, maar op 4 maart 2025 werd het nummer al wel aangeduid met de initialen *WTHJH?*.
Het lied werd geschreven door de bandleden in samenwerking met onder anderen Thomas Stengaard, die eerder verantwoordelijk was voor meerdere Eurovisieliedjes. De productie was in handen van het duo Billen Ted.

## Inhoud
What the Hell Just Happened? wordt gekenmerkt door meerdere tempowisselingen en de samenzang van de bandleden Byrne, Hull en Steele. Het nummer begint in een gemiddeld tempo, waarbij de zang geleidelijk wordt opgebouwd. De instrumentatie bestaat in eerste instantie uit piano en synthesizers, waarna drums en blazers worden toegevoegd. Na een duidelijke tempoverhoging volgt het refrein, dat weer langzamer wordt gezongen. De tweede strofe heeft opnieuw een sneller tempo. Na een relatief rustige brug keert het refrein terug, nu in een sneller tempo (ongeveer 160 bpm).
Volgens de groep verwoordt het nummer precies wat zij op dat moment voelen, omdat het onwerkelijk aanvoelt om na jarenlange vriendschap samen op het Eurovisiepodium te staan.